# Эстонская стрелковая дивизия
 Основной источник  (если не указано иначе).
Эстонская стрелковая дивизия — пехотное соединение РККА, сформирована приказом РВС 7-й армии РККА от 1 марта 1919 из частей 6-й сд и 3-го Эстонского полка под наименованием 1-й Эстляндской стрелковой дивизии, вошла в состав Эстляндской армии РККА.
- 16 июня 1919 в связи с ликвидацией Эстляндской армии РККА переформирована в Эстонскую отдельную стрелковую бригаду
- 5 октября 1919 директивой главкома вновь развернута в Эстонскую стрелковую дивизию

## Подчинение
Входила в состав следующих оперативных войсковых объединений РККА:
Западный фронт
- Эстляндская армия (РККА) (март−май 1919)
- 7-я армия (РККА) (июнь−июль 1919)
- 15-я армия (РККА) (июль−октябрь 1919)

Южный фронт
- 14-я армия (РККА) (октябрь 1919)
- 13-я армия (РККА) (октябрь 1919−март 1920).

## Участие в боевых действиях

### В составе Западного фронта
- март−апрель 1919 — действия в районах Нарва, Псков, Выру, Тарту
- май 1919 — в районе Порхов, Луга
- июнь−август 1919 — участие в ликвидации банд в районе ст. Чихачево и в боях по овладению правым берегом р. Великая и Псковом.
- август−сентябрь 1919 — оборонительные бои на р. Западная Двина в районе устья р. Дрисса и Двинского плацдарма.

### В составе Южного фронта
В октябре 1919 переброшена на Южный фронт.
- октябрь 1919 — наступление против войск Деникина в районе г. Орёл
- ноябрь 1919 — наступление против войск Деникина в районе гг. Курск, Змиевка, Ливны
- декабрь 1919 — наступление против войск Деникина в районе гг. Белгород, Волчанск, Изюм, Бахмут
- январь 1920 — освобождала гг. Бердянск и Мариуполь
- февраль 1920 — действия против войск Махно в районе Гуляйполе
- февраль−март 1920 — действия против войск Деникина в составе Перекопской ударной группы (Чаплинка, Каланчак, Скадовск, Перекоп). В ходе нескольких безуспешных штурмов Перекопа против войск Крымского корпуса ВСЮР генерала Я. А. Слащёва понесла большие потери и 14 марта 1920 была расформирована, личный состав был влит в 46-ю стрелковую дивизию (РККА).

## Командование
Начдивы
- Л. Рытт (7 марта — 24 мая 1919)
- Я. К. Пальвадре (24 мая 1919 — 19 февр. 1920)
- Ю. В. Саблин (20 февр. — 14 марта 1920)

Военкомы
- М. Т. Лайус (7 марта — 1 июня 1919)
- П. А. Петерсон (28 апр — 1 июня 1919)
- Я. Тамм (1 июня 1919 — 5 марта 1920)
- Э. Рипс (с 1 нюня 1919)
- А. Речмец (20 июня 1919 — 14 марта 1920)